# Liste der Baudenkmäler in Detmold-Jerxen-Orbke
Die Liste der Baudenkmäler in Detmold-Jerxen-Orbke enthält die denkmalgeschützten Bauwerke auf dem Gebiet von Detmold-Jerxen-Orbke in Nordrhein-Westfalen (Stand: September 2024). Diese Baudenkmäler sind in der Denkmalliste der Stadt Detmold eingetragen; Grundlage für die Aufnahme ist das Denkmalschutzgesetz Nordrhein-Westfalen (DSchG NRW).
| Bild                              | Bezeichnung                       | Lage                   | Beschreibung | Bauzeit | Eingetragen seit   | Denkmal- nummer |
| --------------------------------- | --------------------------------- | ---------------------- | ------------ | ------- | ------------------ | --------------- |
| Fachwerkhaus                      | Fachwerkhaus                      | Auf der Heide 31 Karte |              |         | 9. Mai 1990        | 327             |
| Wirtschaftsgiebelfassade von 1770 | Wirtschaftsgiebelfassade von 1770 | Orbker Straße 75 Karte |              | 1770    | 24. September 1997 | 524             |
| BW                                | ehemaliges Bauernhaus             | Klüter Straße 44 Karte |              | 1792    | 4. März 2013       | 692             |
| BW                                | ehemaliges Bauernhaus             | Orbker Straße 69 Karte |              | 1692    | 6. März 2013       | 693             |

- Karte mit allen Koordinaten:
- OSM |
- WikiMap